# Лошкарьов Денис Олександрович
Дени́с Олекса́ндрович Лошкарьо́в (9 березня 1979 — 15 грудня 2018) — молодший лейтенант Національної гвардії України, учасник російсько-української війни.

## Життєпис
Народився 1979 року в місті Херсон. За фахом юрист (спеціалізація — цивільне процесуальне та господарське право), директор ТОВ «Юридичне агентство „Дерн, Лошкарьов та партнери“». Захоплювався спортом та мисливством; займався громадською та політичною діяльністю, на виборах у 2012 році був членом ОВК від БЮТ. Голова апеляційного комітету Херсонської обласної федерації футболу; голова ГО «Українська військова організація Херсонщини».
Брав активну участь у подіях Революції гідності, зокрема 14 лютого 2014 року в Маріїнському парку перед ВР. Лідер Херсонської Самооборони, учасник захисту Херсонської ОДА в березні 2014-го.
Записався добровольцем у загін самооборони при Херсонському військкоматі. Діставши повістку 3 лютого 2015 року, підписав контракт з НГУ до закінчення особливого періоду; молодший лейтенант, командир взводу снайперів (станом на березень 2017-го — командир 3-го відділення снайперського взводу СпП) батальйону «Донбас» 15-го окремого полку НГУ. Пройшов бої за Широкине; із групою снайперів-розвідників виконував завдання у складі ССО з розвідки та контрснайперської боротьби по всій лінії фронту.
15 грудня 2018 року загинув від кулі снайпера поблизу села Гнутове на Маріупольському напрямку.
19 грудня 2018-го похований у Херсоні, на кладовищі Геологів, Меморіал пам'яті загиблих бійців АТО.
Без Дениса лишились дружина та троє дітей — два сини і донька.

## Нагороди та вшанування
Указом Президента України № 26/2019 від 31 січня 2019 року «за особисту мужність і самовіддані дії, виявлені у захисті державного суверенітету та територіальної цілісності України, зразкового виконання військового обов'язку» — нагороджений орденом Богдана Хмельницького III ступеня (посмертно).
- медаль УПЦ КП «За жертовність і любов до України».
- відзнака «За оборону Маріуполя»
- Вшановується в меморіальному комплексі «Зала пам'яті», в щоденному ранковому церемоніалі 15 грудня[4][5].